# دقناش الشجر
دقناش الشجر او صرد الشجيرات (الاسم العلمي: Malaconotidae)، هي فصيلة من الطيور تتبع رتيبة الطيور المغردة ضمن رتبة العصفوريات.